# Cmentarz Šárka
Cmentarz Šárka (czes. Hřbitov Šárka lub Hřbitov u sv. Matěje nad Šárkou) – cmentarz położony w stolicy Czech w dzielnicy Praga 6 (Dejvice) przy ulicy U Matěje.
Początki nekropolii sięgają początków XVIII wieku, od początku swojego istnienia była ona związana z pobliskim kościołem św. Mateusza. Obecny cmentarz komunalny w dzielnicy Dejvice został założony w 1902 obok wcześniejszego cmentarza. Składa się z czterech mniejszych cmentarzy, które powstawały stopniowo. Najstarszą część stanowi położona najbliżej kościoła św. Mateusza Šárka, zaś na południe, na zboczu wzniesienia położona jest tzw. Šárka II. Na wschód od nich znajduje się starsza część cmentarza Dejvice I-VI, zaś od zachodu kwatery należące do dawnego cmentarza Dejvice VII, który od północy sąsiaduje z cmentarzem Šárka II. Dawny podział jest zauważalny obecnie dzięki nazwom kwater, które są podzielone fragmentami dawnych murów, które stanowiły granice poszczególnych nekropolii.

## Pochowani
- Zygmunt Wacław Halka-Ledóchowski (1861–1944) – polski ksiądz rzymskokatolicki, kanonik kapituły ołomunieckiej;
- Iwan Horbaczewski (1854–1942) – ukraiński chemik i epidemiolog;
- Pavel Janák (1882–1956) – czeski architekt;
- Václav Řezáč (1901–1956) – czeski pisarz i publicysta;
- Josef Šusta (1874–1945) – czeski historyk i publicysta;
- Otakar Zahálka (1891–1942) – czeski generał.
- Josef Kemr (1922–1995) – czeski aktor
- Karel Janoušek (1893–1971) – czeski generał
- František Smotlacha (1884–1956) – czeski mykolog